# Bi-articulaire spier
Een bi-articulaire spier is een spier die in zijn verloop twee gewrichten passeert. Het voordeel van een dergelijke spier is dat deze kan meewerken in bewegingen in deze twee gewrichten. Een ander voordeel is dat de spier over een groot gebied dicht bij de rustlengte kan blijven met een maximale vrijwillige contractie (MVC).
Voorbeelden van bi-articulaire spieren zijn:
- hamstrings passeren zowel het heup- als het kniegewricht
- musculus rectus femoris, rechte dijbeenspier, passeert zowel het heup- als het kniegewricht
- musculus sartorius, kleermakersspier in het bovenbeen, passeert zowel het heup- als het kniegewricht
- musculus gastrocnemius, tweekoppige kuitspier, passeert zowel het knie- als het enkelgewricht
- musculus biceps brachii, de biceps van de arm, passeert zowel het schouder- als het ellebooggewricht.